# Luftembolie
Eine Luftembolie (lat. Pneumathämie) ist eine durch das Eindringen von Luft in das Gefäßsystem hervorgerufene Embolie.

## Ursache
Eine Luftembolie entsteht, wenn Luft in die Blutbahn gelangt. Sie ist ein Sonderfall der Gasembolie.
Eine offene Verbindung zwischen einer Vene und der Außenwelt, sofern ein negativer Venendruck (also ein Sog) vorliegt, genügt für das Zustandekommen. Da in den peripheren Körpervenen normalerweise kaum eine solche Bedingung vorliegt, sind Komplikationen bei einfachen Handlungsfehlern bei intravenösen peripheren Verweilkanülen im Krankenhaus selten.
Anders sehen die Druck- und damit Gefährdungsverhältnisse bei Zentralvenen- und venösen Portkathetern aus, denn herznah ist ein pulssynchroner Unterdruck zu verzeichnen. Zur Umwelt offene Zentralvenenkathetersysteme können daher tödlich sein. Die Verwendung von Schraub- (Luer-Lock) anstelle Steckverbindungen (Luer ohne Lock) und Personalschulung haben eine Luftembolie auf diese Weise selten werden lassen.
Auch Druckinfusionen, wie sie zum Beispiel bei Herzkatheteruntersuchungen eingesetzt werden, können bei mangelhafter Entlüftung des Schlauchsystems zu einer tödlichen Luftembolie führen, da hier mit hohem Druck mehrere Milliliter Luft direkt ins Herz bzw. die Herzkranzgefäße gedrückt werden können. Bislang gibt es keine technische Lösung für dieses Problem, so dass die Aufmerksamkeit des Personals den einzigen Schutz darstellt.
Die Furcht vor einer Luftembolie ist historisch mit der Schilddrüsenchirurgie (mögliche Halsveneneröffnung) verbunden, als man noch keine Intubationsnarkose kannte, die mit gänzlich veränderten pulmonalen Druckwerten und damit erhöhten Venendrücken einhergeht. Man schützte sich in diesem Fall durch eine leichte Kopftieflagerung auf dem Operationstisch (Kocher).
Die Luftembolie ist bezüglich der Ursache (Gas) mit der Caissonkrankheit und bezüglich ihrer Folge für das Herz mit der Lungenthrombembolie verwandt.

## Symptome
Die Anzeichen einer Luftembolie sind ähnlich denen einer Lungenembolie, also
- Schmerzen beim Atmen
- Husten
- Abfall des Sauerstoffgehaltes des Blutes mit Luftnot und beschleunigter Atmung
- Schock (Blutdruckabfall, beschleunigter Puls) mit ggf. Bewusstseinsverlust
- Angst, ggf. auch Panik aufgrund der Luftnot, evtl. mit starkem Schwitzen

## Diagnostik
Neben dem klinischen Bild kann die Luft im Herzultraschall direkt nachgewiesen werden. Im EKG können sich Veränderungen wie beim Herzinfarkt zeigen. In der Blutgasanalyse findet sich evtl. ein Abfall des Sauerstoffgehaltes.

## Therapie
Als wichtigste Maßnahme muss sofort die Ursache der Luftembolie beseitigt werden, also das weitere Einströmen von Luft in den Kreislauf verhindert werden. Je nach Ausprägung der Symptomatik kann es notwendig sein, den Patienten zu beatmen. Über einen zentralen Venenkatheter kann manchmal Luft aus dem rechten Herzvorhof abgesaugt werden.
Um eine weitere Embolisierung der Lunge zu vermeiden, soll der Patient in die Linksseitenlage mit Kopftieflage gebracht werden (Durant-Manöver). Dadurch soll die Luft in der rechten Herzkammer verbleiben und die Lungenstrombahn nicht mehr erreichen.
Eine Reanimation kann notwendig sein, ggf. müssen kreislaufstabilisierende Maßnahmen ergriffen werden.